# Rävåsens IK
 Rävåsens IK är en idrottsförening från Rävåsen i Karlskoga i Sverige. Klubben bildades 1941.
Damfotbollslaget spelade i Sveriges högsta division 1978 och 1979. Säsongen 2023 spelar damlaget i Division 1 Mellersta, tredje högsta serien. 

### Fotnoter
1. ↑   Jimmy Lindahl (6 mars 2004). ”Maratontabell för högsta damserien 1978-2003”. Bolletinen. http://www.bolletinen.se/sfs/pdf/stat_d_maraton_1978_2003_maratontab_f_hogsta_damserien.pdf. Läst 14 oktober 2013.